# Blepharella fallaciosa
Blepharella fallaciosa är en tvåvingeart som beskrevs av Louis-Paul Mesnil 1970. Blepharella fallaciosa ingår i släktet Blepharella och familjen parasitflugor.
Artens utbredningsområde är Uganda. Inga underarter finns listade i Catalogue of Life.